# 櫻井芳雄
櫻井 芳雄（さくらい よしお、1953年 - ）は、日本の心理学者・神経科学者。京都大学名誉教授。医学博士。

## 経歴
東京教育大学心理学科卒業。京都大学大学院文学研究科博士課程中退。
その後、広島大学助手や、富山医科薬科大学医学部（心理学）助教授、ジョンズ・ホプキンス大学客員助教授、京都大学霊長類研究所助教授、生理学研究所客員助教授を歴任。1999年京大文学研究科教授。2015年に同志社大学大学院脳科学研究科教授。2023年に定年退職。日本学術振興会の審査委員をはじめ、多くの組織の委員を務めている。2023年毎日出版文化賞(自然科学部門) 受賞（『まちがえる脳』岩波新書）。
略年譜
- 1976年 東京教育大学心理学科卒業[2]
- 1981年 京都大学大学院文学研究科博士課程中退
- 1981年 - 1985年 広島大学総合科学部助手
- 1985年 - 1996年 富山医科薬科大学（現：富山大学） 医学部（心理学）助教授
- 1988年 - 1989年 ジョンズ・ホプキンス大学心理学部 客員助教授
- 1996年 - 1999年 京都大学霊長類研究所助教授
- 1997年 - 1999年 自然科学研究機構生理学研究所客員助教授（併任）
- 1999年 - 2015年 京都大学大学院文学研究科教授
- 2015年　京都大学名誉教授
- 2015年 - 2023年 同志社大学大学院脳科学研究科 教授
- 2023年 - 現在　同志社大学嘱託研究員

## 著書
- 『ニューロンから心をさぐる』岩波科学ライブラリー 1998年
- 『考える細胞ニューロン 脳と心をつくる柔らかい回路網』講談社選書メチエ 2002年
- 『脳の情報表現を見る』京都大学学術出版会 2008年
- 『脳と機械をつないでみたら―BMIから見えてきた』岩波現代全書 2013年
- 『まちがえる脳』岩波新書 2023年　毎日出版文化賞(自然科学部門) 受賞

### 共著
- 『記憶と脳 過去・現在・未来をつなぐ脳のメカニズム』久保田競編 松波謙一・船橋新太郎共著 サイエンス社（ライブラリ脳の世紀）2002
- 『ブレインーマシン・インタフェース最前線 脳と機械をむすぶ革新技術』八木透・小池康晴・鈴木隆文共著 工業調査会 2007年
- 『良心学入門』 同志社大学良心学研究センター編 岩波書店 2018年
- 『良心から科学を考える』同志社大学良心学研究センター編 岩波書店 2021年

## 論文・他
- https://researchmap.jp/yoshiosakurai/published_papers